# Mbed TLS
mbed TLS (précédemment PolarSSL et encore avant, XySSL, jusqu'à 2008) est une bibliothèque logicielle de chiffrement implémentant les protocoles SSL et TLS, ainsi que les algorithmes de chiffrement qu'ils utilisent. Elle est développée par ARM sous licence Apache 2.0.
C'est un fork de XySSL (en), qui a été abandonné par son auteur initial, Christophe Devine, et était initialement sous double licence GPL-1.0 et BSD. L'auteur initial a approuvé ce fork.
Utilisations de cette bibliothèque :
- Hiawatha
- Monkey web server
- OpenVPN-NL (implémentation d'OpenVPN utilisée par le gouvernement néerlandais).
- PowerDNS

## Autres bibliothèques SSL
- GnuTLS
- LibreSSL
- OpenSSL
- wolfSSL